# Cold Fell
Cold Fell är ett berg i Storbritannien.   Det ligger i grevskapet och kommunen Northumberland i riksdelen England, i den centrala delen av landet, 400 km norr om huvudstaden London. Toppen på Cold Fell är 621 meter över havet, eller 285 meter över den omgivande terrängen. Bredden vid basen är 11,4 km.
Terrängen runt Cold Fell är huvudsakligen lite kuperad. Runt Cold Fell är det ganska glesbefolkat, med 30 invånare per kvadratkilometer. Närmaste större samhälle är Brampton, 12,1 km nordväst om Cold Fell. I omgivningarna runt Cold Fell växer i huvudsak blandskog.